# Arebbusch (Fluss)
Der Arebbusch (englisch Arebbusch River) ist ein 6,08 km langer Trockenfluss (Rivier) in Namibia, welcher durch die Hauptstadt Windhoek fließt. Er ist der längste Fluss der Landeshauptstadt, in der Region Khomas gelegen. Das Einzugsgebiet beträgt etwa 130 km².

## Flusslauf
Der Arebbusch entspringt auf gut 1800 m Seehöhe im westlichen Teil der Auasberge, südlich der namibischen Landeshauptstadt Windhoek. Er fließt anfänglich in Richtung Westen und wird von der Nationalstraße B1 überbrückt. Anschließend ändert sich der Flussverlauf in Richtung Norden und der Fluss erreicht das Stadtgebiet von Windhoek. Die ersten Stadtteile, durch welche der Fluss Arebbusch fließt, sind Windhoek-Cimbebasia und Windhoek-Prosperita. Weiters fließt der Fluss linkerhand der Grove Mall in Windhoek-Olympia vorbei und anschließend zwischen dem Flughafen Eros und dem Independence Stadium in Richtung Friedhof.

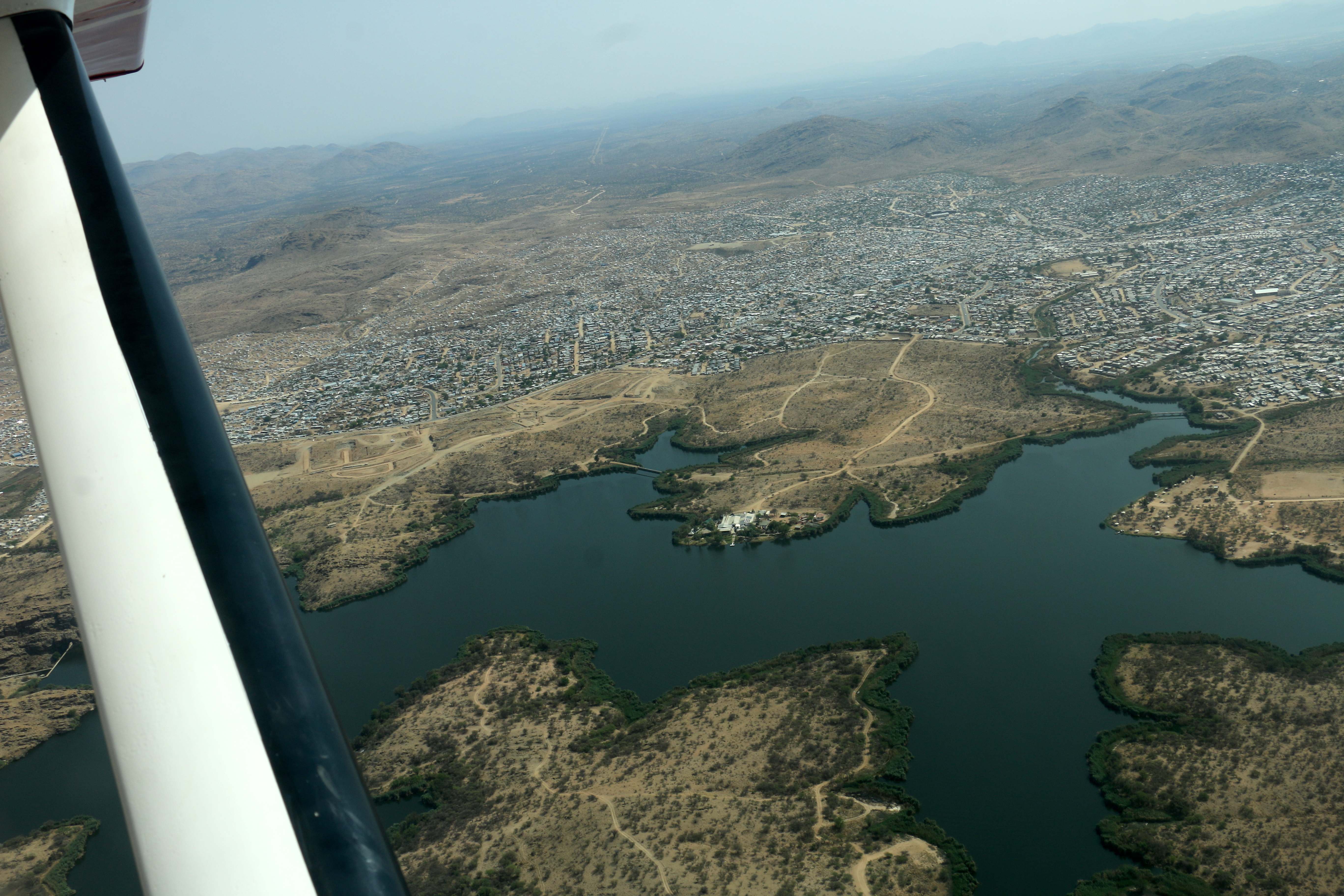
Goreangab-Stausee, welcher vom Arebbusch gespeist wird

Bei der Khomasdal Baptist Church in Windhoek-Khomasdal mündet der größte Nebenfluss in den Arebbusch. Der Gammams genannte Fluss entspringt ebenfalls im westlichen Teil der Auasberge, auf gut 1900 m.
Schlussendlich fließt der Arebbusch, in Richtung Westen, zwischen Windhoek-Khomasdal und Windhoek-Katutura bzw. Windhoek-Wanaheda in den Goreangab-Damm.
Während der bedeutendste Zufluss des Goreangab-Stausees der Arebbusch ist, wird der größte Ausfluss Otjiseru genannt. Der Fluss Otjiseru fließt bis zum, rund 40 km² großen, Daan-Viljoen-Wildpark. Anschließend ändert sich der Flussverlauf in Richtung Norden, wobei der Fluss Otjiseru auf direktem Weg in den Swakop mündet.

## Wirtschaft
Da der Fluss ein Trockenfluss bzw. Rivier ist und demnach selten Wasser führt, ist er wirtschaftlich von keiner großen Bedeutung. Nach dem Fluss ist ein Hotel benannt, welches unmittelbar an diesem liegt.